# Bartošova Lehôtka
Bartošova Lehôtka este o comună slovacă, aflată în districtul Žiar nad Hronom din regiunea Banská Bystrica. Localitatea se află la altitudinea de 390 m deasupra n.m., se întinde pe o suprafață de 8,64 km2 și în 2017 număra 359 de locuitori.

## Istoric
Localitatea Bartošova Lehôtka este atestată documentar din 1396.

## Demografie
| An:                | 1994 | 2004   | 2014   | 2024    |
| ------------------ | ---- | ------ | ------ | ------- |
| Număr de persoane: | 410  | 410    | 384    | 345     |
| Diferență:         |      | +1,42% | −6,34% | −10,15% |

| An:                | 2023 | 2024   |
| ------------------ | ---- | ------ |
| Număr de persoane: | 350  | 345    |
| Diferență:         |      | −1,42% |